# Dolná Krupá
Dolná Krupá (allemand : Niederkrombach , hongrois : Alsókorompa) est un village de Slovaquie situé dans la région de Trnava.

## Histoire
La première mention écrite du village date de 1113.

## Démographie

### Évolution de la population
| Année:               | 1994. | 2004.   | 2014.   | 2024.   |
| -------------------- | ----- | ------- | ------- | ------- |
| Nombre de personnes: | 2205  | 2229    | 2284    | 2454    |
| Différence:          |       | +1,08 % | +2,46 % | +7,44 % |

| Année:               | 2023. | 2024. |
| -------------------- | ----- | ----- |
| Nombre de personnes: | 2454  | 2454  |
| Différence:          |       | +0 %  |